# Поповичи (Волынская область)
Попо́вичи (укр. Поповичі) — село в Голобской поселковой общине Ковельского района Волынской области Украины.
Код КОАТУУ — 0722188001. Население по переписи 2001 года составляет 350 человек. Почтовый индекс — 45090. Телефонный код — 3352. Занимает площадь 1,054 км².